# Leftover Crack
Leftover Crack — американская крэк рокстеди группа, сформированная в 1999 году после распада Choking Victim. Стиль творчества этого коллектива представляет собой смесь таких жанров музыки, как ска, краст-панк и хардкор-панк. Тематика песен является антиправительственной, антирелигиозной и антиполицейской, из-за чего у группы много проблем с выступлениями на территории различных городов США и в других странах.
В данное время заключён контракт с музыкальным лейблом Fat Wreck Chords, выпускающим компакт-диски с записями Lefover Crack, и с лейблом Alternative Tentacles, выпускающим виниловые пластинки.
Состав группы: Стизза Крэк, также известный как Скотт Старжион (вокал, гитара), Изра Кир (гитара, вокал), Брэд Логан (гитара), Алек Бэйллий (бас гитара), Эра Бабаджьян (ударные). Группа имеет тесные связи с Morning Glory и INDK. Состав Leftover Crack меняется довольно часто, привлекая участников других панк групп из Нью-Йорка: The Stockyard Stoics и The X-Possibles. Стизза, Брэд, Изра и Алек являются единственными постоянными участниками группы.
Место жительства Leftover Crack — сквот C-Squat, расположенный в доме 155 на Авеню Си в Манхеттене.
Название группы (дословный перевод — «Оставшийся крэк») является оксюмороном, придуманным Стиззой и основанным на мысли о том, что люди, энергично употребляющие крэк, вряд ли оставят для себя часть наркотика «на потом».

## История

### Карьера
11 сентября 2001 года на лейбле Hell Cat Records Тима Армстронга выходит Mediocre Generica. Изначально альбом должен был называться «Shoot the Kids at School», но Hell Cat Records были против такого скандального названия. 
31 августа 2004 года выходит второй, и на данный момент последний альбом группы под названием Fuck World Trade, изданный на лейбле Alternative Tentacles. Стиль музыки в этом альбоме стал намного более тяжёлым, упор был сделан на хардкор и панк-рок.
К звуку добавились скрипки и клавишные.
Группа взяла временную паузу после смерти барабанщика Брэндона в конце 2004 года. Вплоть до 2005 года Стизза давал сольные акустические концерты, играя песни Leftover Crack и Choking Victim. С лета 2005 года группа вновь даёт концерты. В ноябре того же года она отправляется в небольшой тур по Европе, взяв название Crack Rock Steady 7. Впрочем, в тур отправился только лишь Стизза и участники группы The Infested.
В марте 2006 лейбл Blacknoise Records выпускает сплит The Kids Are Gonna Pay, в который входит песня Leftover Crack под названием «Look Who’s Talking Now». Кроме того, в него вошли Morning Glory, F-Minus и Bent Outta Shape. Сплит был выпущен на виниле в количестве тысячи экземпляров.
31 октября 2006 года Fat Wreck Chords представил сплит Leftover Crack и Citizen Fish.
Благодаря скандальным текстам, группе множество раз запрещалось давать концерты в Нью-Йорке. Несмотря на это, ребята продолжали играть, скрываясь под названием Crack Rock Steady 7 или давая сольные концерты. Кроме того, были проблемы со въездом в другие страны, в частности в Канаду, из-за криминального досье участников. Последний раз им отказали во въезде в 2007 году, когда намечался тур в Канаде.

### Арест Стиззы в 2008 году
Пятого сентября Стизза был задержан офицерами полиции после броска в них коробки с пончиками. В то время как толпа поклонников группы скандировала «Свобода слову!», Стизза направил гриф гитары на полицейских, как будто это было дуло ружья, крича: «Эта штука убивает копов!». Арест был произведён после исполнения нескольких антиполицейских песен из репертуара Choking Victim и Leftover Crack. Сразу после ареста пришедшие на концерт люди выразили своё негодование, не давая проезда полицейским машинам и требуя освобождения Стиззы, выкрикивая: «Свобода слова мертва! Вы убили её!». Много народа было избито полицейскими. Весь инцидент был записан и выложен на YouTube.

## Дискография

### Альбомы
- Mediocre Generica — (11 сентября, 2001)
- Fuck World Trade — (31 августа, 2004)
- Constructs Of The State — (27 ноября, 2015)

### EP
- Rock the 40 Oz. — (8 мая, 2000)
- Shoot the Kids at School — (2000)
- Rock the 40 Oz: Reloaded — (16 июля, 2004)

### Сборники
- Give 'Em the Boot II, (Crack City Rockers[Demo]) Hellcat Records, 1999.
- Punk Rawk Explosion 6, (Nazi White Trash), ?, 2003.
- Give 'Em the Boot III, (Atheist Anthem) Hellcat Records, 2002.
- Go Kart vs. the Corporate Giant Vol. 3, (Rock The 40oz) Go Kart Records, 2002.
- 2003 Sampler, (So Ya Wanna Be A Cop) A-F Records, 2003.
- Fueling the Flames of Revolution Vol. 3, (One Dead Cop) A-F Records, 2003.
- Against Police Injustice,(Operation:MOVE, Super Tuesday[Demo]) Non Commercial, 2003.
- Mass Destruction, (Muppet N.A.M.B.L.A) BANKSHOT! Records, 2003.
- Riot Ska, (Drug Song, Nobody Is Free) Beer Records, 2004.